# História da América Portuguesa
A História da América Portuguesa é uma obra de Sebastião da Rocha Pita, publicada em Lisboa pela Officina de Joseph Antonio da Silva, em 1730. Foi a primeira história do Brasil a ser publicada, uma vez que, apesar de ser a segunda a ser escrita, a primeira, de autoria de Frei Vicente do Salvador, um século antes, permaneceu manuscrita, apenas vindo a ser publicada no século XIX.
De acordo com a folha de rosto:
"Historia da America Portuguesa, desde o ano de mil e quinhentos do seu descobrimento, até de mil e setecentos e vinte e quatro. [...];  [...] Offerecida á Magestade Augusta d’El Rey D. João V, Nosso Senhor composta por Sebastião da Rocha Pitta, Fidalgo da casa de Sua Magestade, Cavalleiro Professo da Ordem de Christo, Coronel do Regimento da Infantaria da Ordenança da Cidade da Bahia, e dos Privilegiados della, e Academico Supranumerario da Academia Real da Historia Portugueza, 1730."
A obra relata os acontecimentos ocorridos no Brasil desde o seu descobrimento até ao ano de 1724. Encontra-se dividida em dez partes, constituindo-se numa crônica administrativa do Brasil. Trata-se de uma obra de referência para a pesquisa que se faz sobre os séculos iniciais da colonização. A sua primeira edição é muito rara e de grande qualidade, impressa em grande formato, com tipografia generosa, estampas diversas e cotas marginais.
A sua redação é uma réplica ao tríptico de Manuel de Faria e Sousa, publicado postumamente, Ásia Portuguesa (1666), Europa Portuguesa (1678) e África Portuguesa (1681).